# Zánka
Zánka là một thị trấn thuộc hạt Veszprém, Hungary. Thị trấn này có diện tích 19,55 km², dân số năm 2010 là 919 người, mật độ 47 người/km².